# Mycalesis patnia
Mycalesis patnia (Engels: Glad-eye Bushbrown) is een dagvlinder uit de subfamilie Satyrinae, de zandoogjes en erebia's.
De vlinder komt voor in het Indische subcontinent.